# Neuwal
neuwal war eine österreichische Website, die es sich zur Aufgabe gemacht hatte, zur Förderung der politischen Bildung beizutragen. 2008 von Dieter Brader (Zirnig) gegründet, berichtete sie über Politik, Weltgeschehen und Wahlen. Der Fokus lag auf  Wahlumfragen, Interviews sowie Kommentierungen und Statements. 2019 wurde die Website eingestellt. 
2013 wurde ein Verein unter dem Namen neuwal – Verein zur Förderung politischer Bildung und Online Journalismus gegründet, der fortan als Betreiber der Website fungierte. Außerdem erhielten Dieter Brader (Zirnig) und die Redaktion der Website im selben Jahr den Dr.-Karl-Renner-Publizistikpreis.

## Geschichte
Der Verein wurde am 8. Juli 2008 von Dieter Brader (Zirnig) gegründet, einen Tag nachdem Wilhelm Molterer die Große Koalition mit der SPÖ gekündigt hatte. Es war der erste Blog, der in Österreich durchgehend im Internet interaktiv über Wahlen – zunächst und als Anlassfall die vorgezogene Nationalratswahl in Österreich 2008  berichtete. Später wurde der ursprüngliche Blog durch Auftritte in den Sozialen Medien Facebook und Twitter ergänzt. Erste Redakteure waren ab 2008 Dieter Brader (Zirnig) und Dominik Leitner.
2010 wurde neuwal in der Reportage Schatten und Licht im Monatsmagazin Datum als Teil der Web 2.0-Revolution in Österreich erwähnt.
2011 deckte der Verein auf, dass die Politikerin Barbara Rosenkranz (FPÖ) für die Einladung zu einer Sonnwendfeier ein Bild aus einem nationalsozialistischen Kalender verwendet hatte. 2014 war neuwal als erstes österreichisches Medium beim Akademikerball dabei und berichtete davon. 2015 und 2016 folgte das Barometer, eine Wahlentscheidungshilfe, das für die Wien-Wahl 2015 und die Bundespräsidentschaftswahl 2016 in Kooperationen mit News produziert wurde.
2015 wurde von neuwal der erste Lange Tag der Politik für Schüler, Lehrlinge und Erstwähler zur Wiener Wahl veranstaltet. Das Ziel war es, Jung- und Erstwählern Politische Bildung in neuen Formaten näherzubringen. Der zweite Lange Tag der Politik wurde im ersten politischen PopUpStore PopUpPolitik auf 100 m² im gesamten April 2016 im Rahmen der Bundespräsidentschaftswahl mit mehr als 5.000 Erstwählern realisiert.
2013 wurde mit „neuwal“ ein Verein zur Förderung der politischen Bildung gegründet, dessen Obmann Dieter Brader (Zirnig) war. Außerdem wurde Brader und der Redaktion der Website im selben Jahr der Dr.-Karl-Renner-Publizistikpreis in der Kategorie „Online“ verliehen.
2014 wurde Brader für neuwal.com der Medienzukunftspreis verliehen.
Ab der XXVI. Gesetzgebungsperiode wurde in einem gemeinsamen Projekt von Addendum und Neuwal das Abstimmungsverhalten beziehungsweise die An- oder Abwesenheit der 183 Abgeordneten zum Nationalrat fotografisch und statistisch erfasst. Die Ergebnisse wurden auf deren Website laufend veröffentlicht. Das Stimmverhalten der einzelnen Mandatare wurde vom Parlament selbst nicht erfasst.
2019 wurde das Projekt eingestellt.

## Auszeichnungen
- 2013: Dr.-Karl-Renner-Publizistikpreis des Österreichischen Journalisten Clubs
- 2014: Medienzukunftspreis vom Manstein-Verlag
- 2015: Blogheim.at-Award (Platz 3)